# 胡安·拉蒙·洛佩斯·卡罗
胡安·拉蒙·洛佩斯·卡罗（Juan Ramón López Caro，1963年3月23日—）是一名西班牙足球教练。

## 职业生涯
胡安·卡罗出生于安达卢西亚塞维利亚省的莱夫里哈。他不到30岁就开始在家乡球队担任教练。他在1998-99赛季率领梅利利亚获得西班牙乙二级联赛第一名，但在附加赛中遗憾地未能升级。
卡罗在2001年夏天结束了在皇家马洛卡B队的工作，与皇家马德里签约，执教同在第三级别联赛的皇马B队，并在2005年率队升级至西班牙乙级联赛。12月，俱乐部解雇卢森博格之后，卡罗升至一线队，上任的首场比赛在欧洲冠军联赛中客场1-2不敌奥林匹亚科斯。
随后几年卡罗执教过桑坦德竞技（但没有在任何正式比赛中出现过）、莱万特和维戈塞尔塔，但任教不超过5个月就丢掉工作。 在执教西班牙U21国家队两年之后，卡罗在2010年6月去往罗马尼亚甲级联赛瓦斯卢伊俱乐部担任主教练 ，也是俱乐部史上薪水最高的教练，但他10月就因战绩不佳遭到解雇。
卡罗于2017年带领大连一方取得中甲联赛冠军、成功冲超，并获评联赛最佳教练。
2018年4月出任中甲联赛球队深圳佳兆业主教练，球队最后一轮联赛在主场5-0大胜浙江毅腾同时由于浙江绿城在客场没能战胜梅州客家，深圳佳兆业成功升级到中超联赛，卡罗继2017年执教的大连一方队后，连续第二年带队冲超成功。
2019年7月30日，深圳佳兆业官方宣布，卡罗不再担任主教练一职。

## 荣誉

### 俱乐部
梅利利亚
- 西班牙乙级联赛B：1998/99 赛季

皇家马德里 B 队
- 西班牙乙级联赛B：2004/05 赛季

大连一方
- 中国足球甲级联赛：2017赛季冠军

深圳佳兆业
- 中国足球甲级联赛：2018 赛季亚军

### 国家
沙特阿拉伯
- 海湾国家杯:2014年亚军